# Aleksandr Semiónov
Aleksándr Mijáilovich Semiónov, en ruso Александр Михайлович Семёнов (18 de febrero de 1922, Torzhok, actualmente Óblast de Tver — 23 de junio de 1984, Leningrado, actual San Petersburgo) - Artista soviético, pintor, paisajista, miembro de la Unión de Artistas de Leningrado, uno de los más brillantes representantes de la Escuela de Pintura de Leningrado.

## Biografía
Aleksandr Mijáilovich Semiónov nació el 18 de febrero de 1922 en la ciudad de Torzhok (provincia de Tver), situada a medio camino entre San Petersburgo y Moscú. A mediados de la década de 1930 la familia de la futura artista se trasladó a Leningrado.
En 1940, Semiónov se graduó de la Escuela de Arte de Leningrado. En 1941 Semiónov se alistó como voluntario en el Ejército Rojo y participó en la defensa de Leningrado. Pasó por todas las vicisitudes de la Segunda Guerra Mundial hasta su conclusión.
Después de la guerra, en 1946, el artista regresó a su trabajo, recuperando y mejorando gradualmente sus habilidades como artista. A partir de 1954 Aleksandr Semiónov muestra sus obras en las exposiciones de los artistas de Leningrado. En 1957 Aleksandr Semiónov se convirtió en miembro de la Unión de Artistas de Leningrado. El mismo año, ya como uno de los principales pintores de Leningrado, participó en la Exposición de Arte de toda la Unión en Moscú, dedicado al cuadragésimo aniversario de la Revolución de Octubre.
Los primeros éxitos Semiónov ayudó a seleccionar el tema principal de la creatividad en su temperamento y su talento pictórico. Desde entonces, a finales de 1950 para convertirse en el paisaje urbano, un tema favorito - puentes calles y terraplenes de Leningrado. Aleksandr Semiónov, que encarnaba en un sinnúmero de dibujos y pinturas naturales, haciendo una importante contribución a la iconografía contemporánea de Leningrado.
Pinceladas Aleksandr Semiónov distingue aire hábil plein posesión, saturado de colores brillantes y la precisión en la transferencia de color. Generalizado de dibujo con un pincel, junto con el uso activo de las letras espátula textura diversificada, lo que permite llegar a la unidad de la idea y la técnica de su realización. Aleksandr Semiónov, creado en sus pinturas, la imagen emocionante, poética y veraz de la Leningrado período 1960-1970 años, combinando las características reconocibles y perspicaz vista personales del maestro. Muchas de sus obras se perciben ahora como una evidencia literaria de la era soviética recientes.
Aleksandr Semiónov murió 23 de junio de 1984 en el sesenta y tres años de vida en el pueblo Daymische cerca de Leningrado, donde muchos trabajaron en los últimos años de su vida. Sus obras están en museos de arte en Rusia, en numerosas colecciones privadas en Rusia, Japón, Corea, Estados Unidos, Finlandia, Francia y otros países.